# Рыкун, Александр Валерьевич
Алекса́ндр Вале́рьевич Рыку́н (укр. Олександр Валерійович Рикун; род. 6 мая 1978, Днепропетровск) — украинский футболист, полузащитник.

## Биография

### Клубная карьера
Начинал в новомосковском «Металлурге». В 1998 перешёл в днепропетровский «Днепр». В Высшей лиге Украины дебютировал 17 марта 1998 года в матче против одесского «Черноморца».
В 1999—2003 играл за мариупольский «Ильичёвец» (до 2002 года «Металлург»). С 2003 — снова в «Днепре». По результатам опроса игроков, проводимого спортивной газетой «Команда», был признан лучшим игроком чемпионата Украины в сезоне 2003/04. В 2006 году Рыкун со скандалом покинул «Днепр», после того как руководство команды обвинило его в систематических нарушениях спортивного режима и злоупотреблении алкоголем.
После этого скандала Рыкун успешно выступал в «Металлисте», в составе которого завоевал четыре бронзовые медали чемпионата Украины, стал лучшим ассистентом чемпионата, а также забил победный гол в ворота лиссабонской «Бенфики» в Кубке УЕФА 2008/09, что позволило команде занять первое место в группе.
После череды травм, полученных в конце сезона 2008/09, на поле смог выйти только в октябре 2009 года. Летом 2010 года был окончательно переведён в дублирующий состав команды «Металлист». Позже ему был дан статус свободного агента. В 2010 году перешёл в полтавскую «Ворсклу», но там не заиграл и в том же году принял решение закончить карьеру. После завершения карьеры работал в селекционной службе «Металлиста».

### Карьера в сборной
Провёл 8 матчей за национальную сборную Украины. Дебют 21 марта 2002 года в товарищеском матче со сборной Японии.

## Достижения

### Командные
«Днепр»
- Бронзовый призёр чемпионата Украины: 2003/04
- Финалист Кубка Украины: 2003/04

### Личные
- Медаль «За труд и доблесть»: 2006[6]
- Футболист года в чемпионате Украины: 2004

## Статистика по сезонам
| Сезон   | Клуб                     | Матчи | Голы |
| ------- | ------------------------ | ----- | ---- |
| 1995/96 | Металлург (Новомосковск) | 4     | 0    |
| 1996/97 | Металлург (Новомосковск) | 19    | 3    |
| 1997/98 | Металлург (Новомосковск) | 14    | 4    |
| 1997/98 | Днепр (Днепропетровск)   | 14    | 1    |
| 1998/99 | Днепр (Днепропетровск)   | 10    | 0    |
| 1998/99 | Металлург (Мариуполь)    | 13    | 1    |
| 1999/00 | Металлург (Мариуполь)    | 25    | 6    |
| 2000/01 | Металлург (Мариуполь)    | 25    | 11   |
| 2001/02 | Металлург (Мариуполь)    | 22    | 5    |
| 2002/03 | Ильичёвец (Мариуполь)    | 29    | 6    |
| 2003/04 | Днепр (Днепропетровск)   | 28    | 7    |
| 2004/05 | Днепр (Днепропетровск)   | 19    | 2    |
| 2005/06 | Днепр (Днепропетровск)   | 11    | 0    |
| 2006/07 | Металлист (Харьков)      | 26    | 7    |
| 2007/08 | Металлист (Харьков)      | 30    | 1    |
| 2008/09 | Металлист (Харьков)      | 18    | 0    |
| 2009/10 | Металлист (Харьков)      | 18    | 1    |
| 2010/11 | Ворскла (Полтава)        | 3     | 0    |

Также Рыкун провёл 27 матчей и забил 6 голов в розыгрышах Кубка УЕФА («Днепр» — 21 матч, 5 голов; «Металлист» — 6 матчей, 1 гол).
В Кубке Украины в послужном списке Александра имеется 40 матчей и 11 мячей («Металлург» Новомосковск — 4 матча, 1 гол; «Ильичёвец» — 6 матчей, 2 гола; «Днепр» — 20 матчей, 4 гола; «Металлист» — 9 матчей, 4 гола; «Ворскла» — 1 матч)